# Grace Bros
，一譯格雷斯兄弟，舊譯記利士巴罅打大店、記禮士布剌打大商店、鷄黎士兄弟大商店，是澳洲的一間連鎖百貨公司，成立於1885年，後於1983年被迈尔公司收購。在2004年全部分店更名為迈尔前，在新南威爾斯州及澳洲首都領地有25間店鋪，在維多利亞州亦有數間。

## 外部連結
- Myer （页面存档备份，存于）.
- Grace Removals （页面存档备份，存于）.
- Grace Information & Records Management （页面存档备份，存于）
- http://www.grace.com.au/fine-art/ （页面存档备份，存于） Grace Fine Art]
- Grace Self Storage （页面存档备份，存于）
- Michael Lech - Historic Houses Trust of New South Wales. . Dictionary of Sydney. Dictionary of Sydney Trust. 2011  [11 October 2015]. （原始内容存档于2024-09-28）.